# Gogo.pe
Gogo.pe fue una página web peruana perteneciente del Grupo RPP, que se dedicaba a la comunicación entre personas interesadas en comprar y vender autos y otra clase de todo tipo de vehículos de avisos clasificados y anuncios solamente por Internet, lanzado en 2016.